# Johannes Kaiser
Johannes Maximilian Kaiser Barents-Von Hohenhagen (nascido como Johannes Maximilian Kaiser Barents; Santiago do Chile, 5 de janeiro de 1976), é um político chileno libertário, fundador do Partido Nacional Libertário e ex-membro do Partido Republicano. Desde março de 2022, atua como deputado da República, representando o distrito  10 da Região Metropolitana de Santiago.
Foi descrito por alguns meios como um político ultraconservador, populista, pinochetista, e de extrema direita.
Kaiser se autodenomina "reacionário". Entre suas posturas, destacam-se seu histórico apoio ao Golpe de Estado de 1973 e suas opiniões sobre imigração irregular no Chile e o direito à posse de armas de fogo. Disse que se arrepende de ter expressado «coisas descriteriadas».
Por outro lado, define-se como paleolibertário, social-conservador, contrário ao aborto e minarquista no que diz respeito ao papel do Estado.

## Primeiros anos e vida pessoal

### História familiar
Nasceu em 5 de janeiro de 1976 em Santiago de Chile, como o filho mais velho de Hans Christian (conhecido como Juan Cristián) Kaiser Wagner e Rosmarie Barents-von Hohenhagen Haensgen, de uma família de alemães-chilenos de terceira geração. Os seus avós paternos eram Rosemarie Wagner Schilling, uma chilena alemã de quarta geração, e o seu marido, o imigrante alemão Friedrich Ernst Kaiser Richter, de tendência social-demócrata, chegou como refugiado de Vurtemberga ao Chile em 1936,  fugindo da Alemanha Nacional-Socialista, após a ascensão de Adolf Hitler ao poder e antes da Segunda Guerra Mundial e prevendo seu eclodir.
Casou com a sua mulher em abril de 1939 e instalou-se em Villarrica no sul do país, onde foi eleito como o 9º prefeito da cidade posteriormente, exercendo o cargo entre maio de 1956 e outubro de 1957.  
Seu pai militou no Partido Nacional, tendo sido dirigente das juventudes.  
É irmão do advogado, analista político e escritor Axel Kaiser, da ex-vereadora de Las Condes, Vanessa Kaiser, e de Leif Kaiser, líder da Associação Chilena do Rifle e de outros três irmãos discretos.

### Educação e empregos
Estudou seus primeiros anos em diversos colégios, dentre os quais o Colégio Alemão Sankt Thomas Morus, o Colégio Alemão de Santiago, no de Villarrica e no de Temuco à medida que se mudava entre essas cidades. Terminou seus dois últimos anos de ensino médio na Escola Militar do Libertador Bernardo O'Higgins. Em 1995, matriculou-se no curso de direito na Universidade Finis Terrae de Santiago, que não concluiu, e depois viajou para a Alemanha para estudar na Universidade de Heidelberg, estudos que também não terminou.
Posteriormente, mudou-se para Innsbruck (Áustria), onde trabalhou em diversas atividades laborais, como garçom, recepcionista de hotel, operário da construção, vendedor de automóveis novos e também de segunda mão, administrador de restaurante e jornalista esportivo autônomo para o clube de futebol Wacker Innsbruck, entre outros trabalhos temporários.
Segundo sua biografia, cursou disciplinas de diferentes cursos, como ciências políticas, filosofia, sociologia, economia, história e direito na Universidade de Innsbruck, sem concluir nenhum deles. A Universidade de Innsbruck informou, em abril de 2022, que Kaiser esteve matriculado em três cursos: ciências políticas (2001−2015), história (2001−2004) e direito (2014−2019), e que não se formou em nenhum deles.
Em setembro de 2013, criou "El Nacional-Libertario" (originalmente com outro nome), seu canal no YouTube, onde tem mais de 100 mil inscritos. Através dessa plataforma, transmite um programa político desde novembro de 2016 e publicou o documentário que ele mesmo realizou sobre a história familiar do ex-brigadeiro do Exército, Miguel Krassnoff Martchenko, chamado "Los cosacos y Miguel Krassnoff: la historia no contada".
Em 2017, aproximou-se do político José Antonio Kast, para quem fez campanha nas redes sociais, e em 2019 começou a militar no partido político fundado por ele, o Partido Republicano.

### Casamento, relacionamentos e filhos
Em 2022, casou-se com Ivette Avaria Vera, a quem conheceu no mesmo ano, e em 2023 nasceu sua filha Helena Josefina. Cabe destacar que Ivette Avaria era assessora da UDI e mais de 11 anos mais jovem que ele. Ele também tem dois filhos de relações anteriores. Os integrantes de sua família converteram-se ao cristianismo ortodoxo a partir de outras denominações em momentos diferentes.

## Carreira política
Em 2021, retornou ao Chile para se candidatar a deputado nas eleições parlamentares pelo Partido Republicano no distrito nº 10 da Região Metropolitana. Obteve 26.709 votos, sendo eleito.
Em 24 de novembro, três dias após as eleições e no contexto da campanha para o segundo turno presidencial, José Antonio Kast anunciou que Johannes Kaiser seria submetido ao tribunal supremo do Partido Republicano para avaliar sua permanência, devido à polêmica gerada por um vídeo de 2018 no qual Kaiser critica sarcásticamente o voto de mulheres que apoiam partidos pró-imigração, no contexto dos ataques sexuais ocorridos na Alemanha em 2015 e 2016, sendo acusado de "misógino" por isso. Em resposta, o deputado eleito anunciou sua renúncia ao partido.
Anos depois, ele explicaria que não ridicularizou o voto feminino, mas sim criticou as pessoas que votam "contra seus próprios interesses".
Em 11 de março de 2022, assumiu o cargo de deputado, integrando as comissões permanentes de Direitos Humanos e Povos Indígenas; Defesa Nacional; Governo Interior e Regionalização; e Ética e Transparência. Ele permaneceu na bancada do Partido Republicano como independente, apesar de ter renunciado ao partido.
Em 9 de setembro de 2022, anunciou seu retorno ao Partido Republicano.
No plebiscito constitucional de 2023, Kaiser anunciou seu voto pela opção "Em Contra", mas afirmou que não faria campanha por respeito à diretiva do partido, que apoiava a opção "A Favor", promessa que cumpriu. Posteriormente, foi sancionado pelo partido, sendo afastado das comissões legislativas, o que motivou sua segunda renúncia à legenda em 9 de janeiro de 2024.
Em 19 de fevereiro de 2024, anunciou na Radio Agricultura que tem intenções de ser pré-candidato presidencial e participar das possíveis primárias opositoras de 2025.

Logótipo do Partido Nacional Libertário.

Em 7 de junho de 2024, reuniu as assinaturas para inscrever perante o Serviço Eleitoral do Chile o Partido Nacional Libertario. Feito que oficializou no dia 12 do mesmo mês.
Os deputados Gonzalo de la Carrera e Gloria Naveillán se tornaram membros fundadores do partido, aos quais se somaram Cristóbal Urruticoechea Ríos e Leonidas Romero Sáez, totalizando cinco deputados.
Embora se tivesse previsto a candidatura de Johannes Kaiser nas primárias junto à candidata de Chile Vamos para a eleição presidencial de 2025, essa opção foi descartada após a aprovação do projeto de reforma de pensões por parte dessa coalizão.
No entanto, Kaiser expressou sua abertura para uma primária com candidatos do Partido Social Cristiano e do Republicano.

## Histórico eleitoral
| Ano  | Tipo                        | Território    | Pacto                 | Partido | Votos  | %    | Resultado |
| ---- | --------------------------- | ------------- | --------------------- | ------- | ------ | ---- | --------- |
| 2021 | Parlamentares para deputado | 10.º distrito | Frente Social Cristão | PRCh    | 26 610 | 5.82 | Deputado  |